# Emir Jaled
Jaled El-Hassani Ben El-Hachemi Ibn Hadj Abdelkader (en árabe:خالد الحسني بن الهاشمي بن حاج عبد القادر), conocido como Emir Jaled, es nieto de uno de los argelinos más notables del siglo XIX, Emir Abdelkader –considerado el fundador de la nación argelina y líder de la resistencia contra la ocupación francesa-. Emir Jaled nació en Damasco el 20 de febrero de 1875, y tras una controvertida carrera militar, pasó a tomar parte muy activa en la vida política argelina. En su juventud fue el miembro más destacado de los Jóvenes Argelinos (o Partido de los Jóvenes), y su papel clave sería el fundar el Movimiento por la Igualdad o la Reforma, que sería la base de su doctrina política: el Jadeísmo. Su actividad política tendrá su máximo esplendor entre 1919 y 1923, dando esperanza a un buen número de argelinos que vieron en su Movimiento una primera fórmula de nacionalismo. Fue presidente de honor de la asociación Estrella Norafricana (ENA, Etoile Nord-Africaine) a petición de Messali Hadj. Este papel tan activo en el creciente nacionalismo argelino, y su continua lucha por equiparar los derechos de los indígenas al de los colonos franceses, le forzó al exilio. A pesar de ello, continuó su lucha desde Siria y París, hasta fallecer en Damasco el 9 de enero de 1936.

## Biografía

#### Nacimiento y juventud
El Emir Jaled nació el 20 de febrero de 1875 en Damasco, como consecuencia del exilio previo que tuvo que sufrir su abuelo, el carismático Emir Abdelkader. A su abuelo se le considera el padre de la nación argelina y la personificación de la resistencia contra la ocupación francesa. Aunque estaban presentes en la zona de Orán, la genealogía de la familia tiene sus orígenes en el Rif, concretamente provienen de los Banu Hashim, ligada a su vez a la genealogía del Profeta Mahoma.

El abuelo del Emir Jaled tuvo en su juventud un papel muy activo en la lucha contra la presencia otomana en Argelia. Con la llegada de la ocupación francesa, ésta pasaría a ser el eje de su vida política. El Emir Abdelkader fue un hombre de gran talla intelectual, a pesar de destacar en el plano político, se le considera escritor, poeta, sufí y un gran estudioso. En su lucha contra la presencia francesa en Argelia, acabaría exiliado en Siria. Allí destacó por la defensa de los cristianos, en la intervención en el Monte Líbano (1860), masacre que tuvo lugar entre drusos y maronitas. Esta acción salvó la vida de muchos cristianos y le supuso un amplio y reconocido respeto internacional. Tras rechazar el título de Sultán, que buena parte de las tribus árabes argelinas le concedían, el Emir Abdelkader acabó sus días en Damasco con sus hijos y corte. Será su hijo el Emir Hachemi quien devenga el padre del Emir Jaled. 

Fotografía de 1867, Emir Abdelkader, junto a su hijo Hachemi y el General Patrice de Mac-Mahon.

Dadas las vicisitudes familiares, el Emir Jaled pasaría toda su infancia y adolescencia en la capital siria, hasta la edad de los diecisiete años. En 1892, su familia se instaló en Argelia y al poco tiempo de estar instalados en Argel, su padre le envió a Francia donde obtuvo el bachillerato en el Liceo Luís El Grande. El Emir Hachemi, una vez finalizado el bachillerato por su hijo, querrá que éste se inscriba en la Escuela Militar de Saint-Cyr, ya en 1893. Sin embargo, abandonará la Escuela Militar, volviendo a Argelia donde empieza a destacar por su espíritu crítico hacia la administración francesa. Es en este periodo cuando toma contacto con el movimiento de los Jóvenes Argelinos, que es una suerte de movimiento intelectual que nace de una nueva burguesía árabe con formación académica Occidental.

#### Carrera militar
Tras un periodo de tiempo en Argelia, su padre consiguió persuadirle de que finalizara sus estudios en la Escuela Militar de Saint-Cyr. Al finalizar sus estudios militares alcanzó el grado de Alférez, ya en 1897. Aunque continuó sirviendo en el Ejército Francés, se negó a obtener la nacionalidad francesa y siguió siendo un Oficial nativo. 

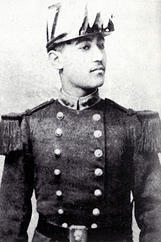
Emir Jaled como Alférez, periodo en Saint-Cyr, 1897.

Ese mismo año, será enviado al Regimiento Spahis de Meda, y luego al Regimiento de Cazadores Africanos en Mustapha (Argel), donde permaneció unos siete años. En 1904, a petición suya, se reincorporó al Regimiento de Spahis y fue enviado a Marruecos. En todo este periodo no dejó de frecuentar el entorno de los Jóvenes Argelinos y desde su llegada al país vecino fue monitorizado por parte del Mando francés. Su actitud despierta el recelo de cierta parte de la oficialidad francesa, como así se confirma,  cuando el Emir Jaled se posicionó de parte del sultán Moulay Abdelaziz en contra del Sultán Hafid. En 1908 es ascendido a capitán y trasladado a Argel. De nuevo en la capital argelina se volverá a aproximar a los Jóvenes Argelinos. 
El Emir Jaled fue movilizado en 1914 para tomar parte en la contienda mundial junto al Ejército Francés. Tras un año de contienda, en 1915 será evacuado por tuberculosis pulmonar, accediendo al retiro tras su recuperación. Este punto pondrá fin a dieciocho años de carrera  militar y dio paso a una profusa actividad política

#### Papel político
Tras finalizar su carrera militar y poder recuperarse de la tuberculosis (1919), el Emir es reconocido como el líder de los Jóvenes Argelinos. Es por entonces considerado ya un activo portavoz del movimiento nacionalista musulmán, en pleno crecimiento. En ese mismo año, en enero, cobrará amplio eco la misiva que dirige al por entonces Presidente de los Estados Unidos, Woodrow Wilson, para presionar a Francia sobre su actividad colonial en Argelia. 
La oportunidad que pretendía aprovechar el Emir era la política de reformas del gobierno de Georges Clemenceau, con la aprobación de la Ley de Reforma del 4 de febrero de ese mismo año. Este hecho hará que la política argelina se polarice en dos bandos, por un lado los partidarios de Emir Jaled y por otro los partidarios del delegado de finanzas, Maire d’Abbo, que personificó la intransigencia colona. Al final, el gobernador general de Argelia, implementará las reformas de Ley aprobadas el 4 de febrero y contrarias a los intereses de los nativos argelinos. 
En ese mismo año de 1919, el Emir fundará junto a unos amigos, el periódico L’Ikdam, escrito principalmente en francés, salvo dos páginas en árabe. El eslogan del mismo fue: “Une Tribune Libre pour les Hommes Libres” (una tribuna libre para los hombres libres). A pesar de las dificultades políticas y financieras, el editorial podrá sobrevivir gracias a su amigo Sadek Denden y al Dr. M.S. Bendjelloul. Este periódico se convirtió en “órgano de defensa de los intereses políticos y económicos de los musulmanes del Norte de África”, especialmente entre julio de 1921 y abril de 1923, periodo en el que Jaled participó de forma más activa. Los dos objetivos claros de este medio, serán tanto la administración como la prensa coloniales. 

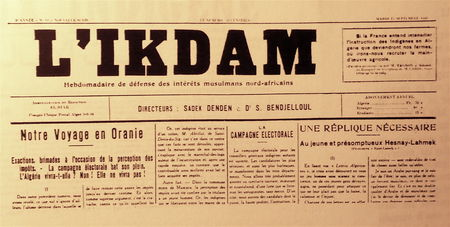
Portada del periódico L'Ikdam

El Emir saldrá triunfante de las elecciones municipales indígenas del 30 de noviembre de 1919, donde recibirá acusaciones, por parte de los colonos, de trasladar a la población musulmana un mensaje político de corte religiosa y nacionalista. Emir Jaled empezará a tener una influencia muy grande sobre la población musulmana, “su rotundo éxito no dejó indiferente y le dio gran notoriedad en los tres departamentos, siendo relacionado constantemente con las hazañas de su abuelo el Emir Abdelkader”, según reza un informe del gobierno general. 
Al año siguiente (1920), fundará el Movimiento por la Igualdad o la Reforma, cuyo programa estará centrado en reivindicar la igualdad entre argelinos y franceses. En ese mismo año, el 01 de febrero, fue elegido en las elecciones del Consejo General y en las elecciones de la Delegación Financiera del 18 de abril. Solicitó, entre otros aspectos, que los musulmanes tuvieran representantes en la Cámara y el Senado. En ese contexto, recibió acusaciones de ser un agitador político y demagogo.
A finales de 1920, al no obtener ningún resultado positivo desde Alger, decide volver a Paris. Una vez allí, solicitará a los senadores que no voten a favor de la Ley Indígena, pero su esfuerzo será en vano. 
Entre 1921 y 1922, Emir Jaled y sus amigos, renunciaron a sus cargos electos, alegando la imposibilidad que tenían los musulmanes de hacer oír su voz de forma legal. 
En 1922, el Emir pronuncia un discurso al Presidente de la República Francesa, Alexander Millerand, en visita a Argelia. Este discurso tuvo un enorme impacto por solicitar directamente representantes de los musulmanes en el Parlamento. Señaló, en contrapartida, el compromiso de estos en la Primera Guerra Mundial del lado francés. Éste discurso o reclamación de carácter moderado, fue tachado de anti-francés, bolchevique y una clara prueba de agitación nacionalista musulmana.
La primera condición para el éxito de Emir Jaled fue la unidad, por ello visitó numerosas poblaciones del interior del país donde pudo llevar a cabo reuniones y mítines que congregaron a miles de personas, siendo algo totalmente novedoso en la época. Fue a la Cabilia en abril de 1922, donde pudo dirigirse a más de 8000 personas. Tras el discurso del Emir, la población musulmana de Bikra (unas 3000 personas) aprobó en la alcaldía la moción, pidiendo a las autoridades públicas que los argelinos indígenas tuvieran representación en el Parlamento.

#### Exilio forzado
En agosto de 1923, se exiliará a Egipto, “al verse cazado por sus oponentes y traicionado por una parte de la élite musulmana”.De hecho, la administración francesa, le había dado al Emir dos opciones: “o detención administrativa en un puesto en el extremo sur del país o la partida voluntaria de Argelia”.Belghoul, amigo, confidente y portavoz del Emir, cuenta sus condiciones iniciales: “El gobernador general convocó al Emir, le instó a renunciar a su política de agitación y elegir entre un retiro dorado o asumir ciertas sanciones”. Para influir en su decisión el gobierno le mostró una petición firmada por notables de la sociedad musulmana donde se exigía su arresto. Ante esta situación, el Emir dejó clara su intención de informar al pueblo de la maniobra del gobierno. 
Encontrándose prácticamente bajo arresto domiciliario, al final,  tanto él como su familia tomaron camino al exilio. La población estuvo al corriente de su llegada a Alejandría con posterioridad.  Emir Jaled se convirtió en un héroe a los ojos de la población musulmana. Sin embargo, su partida sumió en una gran decepción a sus amigos y allegados, creyendo que el Emir los había abandonado. 
En 1925, el Emir decidió cambiar su exilio en Egipto por Francia, concretamente Paris. Una vez allí, su principal papel fue el envío de una carta como representante de Argelia en el congreso musulmán, donde insistió en la necesidad de convocar a tal congreso islámico. Tras pasar poco más de un año, bastante infructuoso en la capital francesa, pasaría a exiliarse permanentemente en Siria. 

#### Etapa final
Una vez instalado definitivamente en Siria, el Emir no cesó en su acción nacionalista. Mantuvo una fluida relación con el Alto Comisionado de Francia en el Levante, concretamente con De Jouvenelle y Jean Mélia. Además, sus viajes a París fueron continuos, donde mantuvo viva la llama de sus pretensiones políticas. 
Henry De Jouvenelle fue ministro de la Instrucción Pública en Francia hasta que le destinaron como representante de Francia en Siria, cargo que desempeñó durante un año y que le propició cordiales relaciones con el Emir. Tras él, Jean Mélia fue el designado. Era un abogado liberal y había sido jefe del gabinete del gobernador general en Argelia. Destacó por ser el Presidente de la Liga Francesa en favor de los Indígenas Musulmanes en Argelia. 
La etapa final del Emir en Siria arrancó con bastante energía, muestra de ello fueron los múltiples viajes a Francia y su actividad política en permanente contacto con las instituciones argelinas y francesas. Pero con el tiempo esta actividad fue menguando y el mismo Emir verá como sus deseos y el propio Programa Político del Movimiento que el lideraba no veían sus frutos, aunque con el tiempo esa semilla no quedará inerte, a pesar que el propio Emir desaparezca sin saberlo.

#### Muerte y legado
Los últimos años de vida del Emir, están marcados por la frustración y el abatimiento del líder nacionalista por no poder ver realizadas sus pretensiones. El 9 de enero de 1936 fallece en Damasco. 
Dichas pretensiones, estarán inspiradas en sus inicios en las ideas 'wilsonianas'. Wilson estableció la base de su Credo, al hacer público el 8 de enero de 1918 los Catorce Puntos en la Conferencia de Versalles, en el contexto de la Triple Entente. El último punto sirvió hasta el final de inspiración al Emir, donde se señalaba la posibilidad de que ningún pueblo estuviera sometido a potencia colonial alguna. 
A pesar de ello, el legado del Emir es muy notable y si a su abuelo se le considera el padre de la nación argelina, a él se le considera el padre del nacionalismo político argelino por muchos autores. Entre sus logros más importantes: 
- La consolidación e internacionalización del nacionalismo argelino.
- La consistencia y peso del partido de los Jóvenes Argelinos.
- Una consistente actividad intelectual en base al periódico Ikdam, divulgando artículos en francés y en árabe.

-Crear el Movimiento por la Igualdad o la Reforma, conocido popularmente como Jadeísmo (del francés Khadéisme). Estableciendo diez mandamientos o base doctrinal de las reivindicaciones nacionalistas. Estos preceptos serán reproducidos por Ferhat Abbas en su libro La noche colonial (p. 116-117). 

## Partido de los Jóvenes Argelinos y nacionalismo argelino
El partido de los Jóvenes Argelinos o Partido de los Jóvenes nace, de forma espontánea, cuando el Emir es un adolescente entre la nueva burguesía musulmana, que normalmente ha recibido formación occidental. El joven Jaled se ve rápidamente atraído por esta asociación y frecuenta en Alger sus sedes, hasta que en 1919 se posiciona como líder del movimiento.
En los Jóvenes Argelinos, Emir Jaled encontrará materializada la mezcla de dos corrientes tan relevantes en el contexto de la época. Por un lado, el naciente y cada vez más fuerte patriotismo musulmán, en base a la nahda (en árabe النهضة). Por otro lado, la influencia tanto política como ideológica que emana de la Revolución Francesa. Todo ello irá hilando la creación de un panislamismo creciente, donde se pretende reencontrar la mejor versión del Islam, con el árabe como la lengua inherente a dicha religión.
EL esfuerzo principal del Emir será defender los intereses de Argelia en la Conferencia de Versalles donde el visualiza el evento como un momento clave, en el que se está redefiniendo el Mundo, tanto políticamente como geográficamente. Sus esfuerzos no encontrarán un eco en el ámbito internacional, pero a nivel local y regional comenzará a crecer su liderazgo. Es aquí cuando el Emir funda el Movimiento por la Igualdad o la Reforma, conocido también como Jadeísmo, y que podría definirse como una síntesis del comunismo anti-colonial de la época y el nacionalismo musulmán naciente. Ello le llevaría a poder definirse como puente entre las élites argelinas con influencia occidental y el resto del pueblo argelino. 
De sus esfuerzos y vida política cabría resaltar los diez artículos que definen sus pretensiones nacionalistas y que han inspirado al nacionalismo magrebí en diferentes épocas y contextos: 
1. Representación parlamentaria en igual proporción de argelinos y colonos.
2. Total supresión de las medidas de excepción, respecto a los Tribunales de Represión, de las Cortes Criminales y de la vigilancia administrativa de los argelinos con aplicación pura del Derecho Común.
3. Mismos derechos y obligaciones que los franceses en lo concerniente al Servicio Militar.
4. Capacidad de ascenso y promoción para los argelinos a todos los estamentos civiles y militares sin otra distinción que los méritos y capacidad personal.
5. Aplicación integral a los argelinos de la ley sobre la educación obligatoria, con libertad de educación.
6. Libertad de prensa y asociación.
7. Aplicación al culto musulmán de la ley de separación de las Iglesias y el Estado.
8. Amnistía general.
9. Aplicación a los argelinos de las leyes sociales y obreras.
10. Libertad absoluta para los obreros argelinos de toda categoría de su renta en Francia.

## Relación con Messali Hadj
Messali Hadj es miembro fundador de la asociación independentista argelina, la Estrella Norteafricana (ENA, Etoile nord-africaine en francés). En 1926 será su Presidente. Ésta asociación nacerá en Francia gracias a la labor de un grupo de inmigrantes argelinos que trabajan en el país colonizador. Desde sus inicios políticos Messali Hadj tiene relación con el Partido Comunista Francés (PCF) que tiene un marcado discurso anti-colonialista. Entre el 10 y el 15 de febrero de 1927 el PCF prepara un Congreso Anti-Colonial, donde Messali Hadj sobresale por su discurso. 
A lo largo de su carrera, que transcurre entre Francia y Argelia, el político argelino pudo fundar el Partido del Pueblo Argelino (PPA), el Movimiento por el Triunfo de las Libertades Democráticas (MTLD) y el Movimiento Nacional Argelino (MNA). Al final desaparecerá de la escena política por la confrontación con el Frente de Liberación Nacional (FLN). 
Señalar que a pesar de ser coetáneos, tanto Messali Hadj como Emir Jaled no tuvieron una estrecha relación, entre otras cosas porque desarrollaron sus carreras políticas en diferentes ámbitos y además tuvieron orígenes muy diferentes. Cuando Messali Hadj empezaba a tener un nombre en el mundo de comunismo francés y el nacionalismo argelino el Emir Jaled estaba ya exiliado en Siria. Pero a pesar de ello, es indudable que el Emir representaba un referente y despertaba admiración en Messali Hadj, prueba de ello es que a petición propia, en 1927 al Emir se la hace Presidente de Honor de la Estrella Norteafricana. 
Se destaca esta relación como claro ejemplo de la influencia e inspiración que Emir Jaled supuso para muchos jóvenes políticos magrebíes del s. XIX, dispuestos a luchar por unos derechos e identidad que les eran privados.